# 上山市役所
上山市役所（かみのやましやくしょ）は、日本の地方公共団体である上山市の行政機関施設（役所）である。
山形県上山市河崎一丁目1番10号に本庁舎を置く。
開庁時間は、月曜日から金曜日（平日）の午前8時30分～午後5時15分。年末年始は、通常12月29日から1月3日まで閉庁となる。（※2025年5月1日より、窓口時間短縮を試行運用。市役所1階の窓口受付時間が「午前8時45分～午後4時30分」となり、月曜日の延長窓口も休止されている。）
また、経済産業省によって2022年度から2024年度の健康経営優良法人に認定されている。
上山市民公園に隣接する。

## アクセス
- 徒歩：「かみのやま温泉駅」より約17分（約1.3Km）
- 路線バス：山交バスで「かみのやま温泉駅前」バス停から「高松葉山温泉」行きに乗車。「上山市役所前」で降車。約3分。
- タクシー：「かみのやま温泉駅」より約3分
- 上山市営バス：「市役所前」で下車。
- 自動車：山形上山ICより約10分（約6km）、かみのやま温泉ICより約5分（約3km）

## 位置
- 東経：140度16分
- 北緯：38度9分
- 海抜：180m

## 庁舎
- 竣工：（現業棟）昭和50年9月20日、（全棟）昭和51年5月31日
- 開庁：昭和50年10月6日
- 建設時総費用：約22億8,500万円

1. 用地費：4億1,500万円
2. 本体工事：11億5,000万円
3. 給排水衛生工事：3億5,000万円
4. 電気設備工事：1億7,700万円
5. エレベーター設備工事：2,700万円
6. その他：約1億6,000万円

- 本庁舎床面積（8,820㎡）

1. 1階：2,483.44㎡
2. 2階：2,565.02㎡
3. 3階：1,078.83㎡
4. 4階：932.24㎡
5. 地下階：1,644.30㎡
6. 塔尾：117.78㎡

- 現業棟床面積（建築総床面積：929.48㎡）※南側駐車場の車庫内に設置

1. 1階：756.02㎡
2. 2階：173.46㎡

| 階  | 庁舎内 |
| --- | --- |
| 4F  | 建設課、農林夢づくり課、農業委員会、401会議室、402会議室、403会議室                                                                                              |
| 3F  | 教育長室、学校教育課（教育委員会）、教育企画課（教育委員会）、生涯学習課（教育委員会）、監査委員事務局、教育相談室、301会議室、302会議室、303会議室、304会議室   |
| 2F  | 市長室・副市長室、議場、大会議室、正副議長室、議員控室、議会事務局、議会委員会室、議会図書室、議員応接室、庶務課、財政課、市政戦略課、選挙管理委員会、政策会議室 |
| 1F  | 市民生活課、健康推進課、税務課、会計課、福祉課、子ども子育て課、上下水道課、商工課、観光・ブランド推進課、地域包括支援センター、105会議室                        |
| B1F | 市職員労働組合事務局、守衛所、旧食堂 |

## 担当・業務分掌

### 市民生活課
市民記録係、市民安全係、環境衛生係
- 戸籍、住民票、出生届、死亡届、転入出届、印鑑登録証明書、婚姻届、離婚届、世帯主変更届、住民基本台帳、マイナンバー、国民年金、住居表示、消費者保護（上山市消費生活センター）、防犯、防犯灯、交通安全、清掃、環境保全、食品衛生、道路上動物死骸、ごみ収集管理、火葬場（経塚斎場）、人口動態調査、犯罪人名簿、自衛官募集、飼い犬登録、狂犬病予防、ペット、衛生組合連合会、公衆浴場、運転免許証返納者支援、クマ出没管理、鳥獣保護、自動車臨時運行許可、市民農園、行政相談委員、リサイクルリレーセンター

### 税務課
住民税係、固定資産税係、庶務・納税係、地籍調査係
- 市税（市民税（住民税）・固定資産税・都市計画税・軽自動車税・国民健康保険税・市たばこ税・入湯税等）の賦課徴収、保険料（介護保険料・後期高齢者医療保険料等）の賦課徴収、固定資産の評価（固定資産評価審査委員会事務局）、登記事項の課税台帳登録、地籍調査、字限図に関すること、固定資産課税台帳、納税証明書、所得証明書、滞納処分

### 健康推進課
国保係、高齢介護係、健康増進係、地域保健係
- 国民健康保険、介護保険、介護認定、介護予防、後期高齢者医療、高齢介護、高額療養費、健康診断、保健指導、疾病予防、健康づくり（ヘルスプロモーション）、健康増進、予防接種、栄養改善、地域精神保健、献血、緊急医療対策、出産育児一時金、子育て支援医療制度、重度心身障がい者医療制度、ひとり親家庭等医療制度、クアオルト毎日ウォーキング、かみのやま健康ポイント事業、地域包括支援センター、市保健センター、山元診療所、老人いこいの家

### 福祉課
地域福祉係、障がい福祉係、生活福祉係
- 地域福祉、社会福祉、高齢者福祉、障がい者福祉、生活保護、生活困窮、自立支援、人権相談、人権擁護委員、民生委員、児童委員、常設高齢者サロン、婚活サポート、敬老事業、児童手当、児童扶養手当、放課後等デイサービス、介護給付、障がい者手当、訓練等給付、福祉タクシー券、福祉バス、シルバー人材センター、日本赤十字関連業務、行旅死亡人や病人、戦没者追悼式、上山市福祉大会

### 子ども子育て課
子ども保育係、子ども福祉係、母子保健係
- 育児・子育て支援、少子化対策、母子保健、ひとり親家庭、児童福祉、母子等福祉、妊娠期支援、母子健康手帳、不妊、乳幼児健診、保育所、学童保育（放課後児童クラブ）、児童館、病児保育、児童ことばの教室、食育、児童虐待、ヤングケアラー、配偶者DV、家庭児童相談室、総合子どもセンター「めんごりあ」、子育て世代包括支援センター、児童遊園

### 商工課
商工振興係、企業誘致推進係（室）
- 商業振興、工業振興、金融対策、商工業補助金、労働福祉、企業誘致、創業支援、工業団地整備、企業雇用支援、空きテナント活用支援、技能功労者褒章、中心市街地活性化、商店街、街路灯、鉱業や岩石採取、二日町プラザ、働く婦人の家、産業まつり

### 観光・ブランド推進課
観光振興係、シティプロモーション推進係
- 観光振興、物産振興、観光施設、市報誌、広報、市SNS、シティプロモーション推進、ふるさと納税企画、祭り・イベント、インバウンド消費推進、桜の郷づくり、上山城、坊平キャンプ場管理センター、かみのやま温泉観光案内所、観光地域づくり法人（DMO）

### 上下水道課
管理係、上水道係、下水道業務係、下水道経営係
- 下水道、上水道、農業集落排水、浄化槽、配水池、浄水センター、水道料金、水道管、消火栓設置、上下水道公営企業会計

### 会計課
会計係
- 公金会計、現金出納、支出命令審査・指定金融機関、収納代理金融機関、委託金・担保金・保証金・有価証券の出納保管、決算、物品出納・保管

### 庶務課
秘書係、人事係、行政係、危機管理係
- 秘書、表彰、防災、危機管理、人事、議会対応、法令、行政一般、組織、職員、統計、広聴、市町村職員共済組合、公文書や公印管理、山元支所、地区出張所、その他他課の主管に属さない事項

### 議会事務局
議事庶務係
- 市議会運営（本会議、議会運営委員会、常任委員会、徳熱委員会などの会議等）、議会だより（議会広報誌）

### 選挙管理委員会
選挙係
- 選挙、国民審査、選挙啓発、投票所、リコール (地方公共団体)・直接請求受付、その他選挙管理委員会業務全般

### 財政課
財政係、管財係
- 予算財政、管財、財産台帳、物品調達管理、公共施設総合管理マネジメント、市有物件災害共済、公共工事の入札、公共工事の契約、その他公共物・公共事業等入札契約、地方交付税、市債や一時借入金、ニュートラックかみのやま

### 市政戦略課
市政戦略係、クアオルト推進係
- 市政戦略、振興計画、地域おこし戦略、行政改革、行政評価、広域行政、国土利用計画、SDGs推進、デジタル化推進、DX、LGWAN、クアオルト事業企画、まちづくりセンター「ござってぃ」、デマンド型交通（市営バス・予約制乗合タクシー）、公示地価、土地取引規制、遊休地調査、市境界、男女共同参画

### 学校教育課（教育委員会）
庶務係、指導係
- 教育的環境整備、児童生徒の就学・転校、就学時健診、小学校や中学校の組織編成、教育課程、学習指導、生徒指導、進路指導、学校職員研修、教育相談、不登校、いじめ、学校保健、学校環境衛生、外国語指導助手、教育委員会事務局、災害共済給付、学校教職員人事

### 教育企画課（教育委員会）
管理係、みらい教育創造係
- 教育に係る調査や統計、学校施設、学校の設置や廃止、教材や教具の整備、教育機器、ICT教育環境整備、職員研修、学校給食、教育行政に関する相談、教育財産の管理、奨学金の貸付や返還、学校給食センター全般、食育指導、スクールバス、廃校施設、教育委員会内人事

### 生涯学習課（教育委員会）
生涯学習係、スポーツ振興係
- 生涯学習、公民館、社会教育、視聴覚教育、青少年指導センター、スポーツ振興、市立スポーツ施設、市立図書館、文化芸術活動の振興・文化財の保護、市史編さん、史跡保全、ふるさと文化基金、社会体育諸団体、スポーツイベントの誘致・運営、スポーツ指導者研修、蔵王坊平アスリートヴィレッジ、上山市体育文化センター、放課後子ども教室「けやきっず」「かみのやま寺子屋」

### 監査委員事務局
監査係
- 監査、監査委員、住民監査請求に関する事務

### 建設課
土木係、都市計画係、都市整備係、エリアマネジメント推進係（室）、建築・住宅係
- 土木、道路管理、河川管理、除雪、橋梁、建設現場公害防止、都市計画、都市整備、公園、緑地、住宅・空き家、建築、定住促進、移住、特定優良賃貸住宅、危険廃墟、地滑り対策、土地区画整理、エリアマネジメント、移住、都市景観、都市計画マスタープラン、地区計画、屋外広告物、駅ナカ施設アビヤント・K、市営住宅、市営駐車場

### 農林夢づくり課
農政企画係、農村森林係、農夢係
- 農政企画、農業（米・果樹・野菜、畜産、酪農、花き、園芸作物等）、林業、農業農村整備、農道、林道、就農、農地・農業施設災害、中山間地域、ため池、農村、里山公園、農業資源の活用による地域活性化・農産物ブランド化の推進、有害鳥獣、鳥獣感染症、植物ウイルス、森林保全、市有林、保安林、山岳管理、鉱毒対策、森林教育、芳刈放牧場、かみのやまワインの郷プロジェクト、地産地消、食育、6次産業化支援

### 農業委員会
農地農政係
- 農業委員会に関する事務、農地基本台帳、農地売買管理、農地転用管理、農地賃貸借、農地利用最適化推進委員、上山市土地改良区連携

## 沿革
- 1954年（昭和29年）10月1日 - 上山市の市制施行。旧上山町役場（鶴脛町字元城内5番地）を上山市役所として使用。
- 1975年（昭和50年） - 現庁舎を開庁
- 1990年（平成2年）6月 - 毎月第2・4土曜日を閉庁日とする土曜閉庁方式を導入
- 1993年（平成5年）4月 - 毎週土曜日を閉庁日とする（完全週休2日制）
- 1994年（平成6年）4月 - 部制を導入。総務部、市民福祉部、経済部、建設部を設置（平成12年頃終了）。環境保健課を環境課と保健課に分離。社会教育課を生涯学習課へ改称。
- 1995年（平成7年）8月14日 - 平和の像を市庁舎前に建立
- 2001年（平成13年） - 11月末に市職員の制服を廃止。12月より市職員のネームプレートを名刺サイズに刷新。
- 2002年（平成14年）1月7日 - 窓口業務を18時30分まで延長（月・水・金の週3日）
- 2004年（平成16年） - 外壁設置のネオン看板の文字を「上山温泉郷」から「かみのやま温泉」に変更
- 2006年（平成18年） - 階職名の変更（「変更前：課長-課長補佐-主査-係長-主任-主事」⇒ 「変更後：課長-主幹-副主幹-主査-主任-主事」）
- 2008年（平成20年）4月 - 総合政策課を経営企画課へ改称。
- 2011年（平成23年）4月 - 健康福祉課を福祉事務所と健康推進課に分離。市民生活課の国保業務を健康推進課に移管。
- 2014年（平成26年）4月 - 経営企画課を市政戦略課へ改称。スポーツ振興課を新設。
- 2016年（平成28年）7月 - 農林夢づくり課を新設。
- 2019年（平成31年）4月 - 福祉事務所を子ども子育て課と福祉課に組織変更。農林課と農林夢づくり課を統合。
- 2023年（令和5年）4月 - スポーツ振興課を生涯学習課へ統合。
- 2024年（令和6年）4月 - 管理課を教育企画課へ改称。
- 2024年（令和6年）6月 - ネームプレートをフルネームから名字のみの表記に変更
- 2025年（令和7年）5月 - 窓口受付時間の短縮を試行運用。「午前8時30分～午後5時15分」➡「午前8時45分～午後4時30分」までとなり、月曜日の延長窓口も休止。